# Documentário de criação
Segundo o Ministério da Cultura de Portugal, o Instituto do Cinema e do Audiovisual – ICA no seu sistema de apoio ao documentário e patente na Portaria n° 1167/2001 de 4 de outubro, ponto 2 do artigo 1°, consideram-se documentários de criação:
(...) filmes, seja qual for o seu suporte e duração, que contenham uma análise original de qualquer aspecto da realidade e não possuam carácter predominantemente noticioso, didáctico ou publicitário nem se destinem a servir de simples complemento a um trabalho em que a imagem não constitua elemento essencial (SILVESTRE, 2004 p. 17).
Este gênero de documentário surgiu como forma de realizar um trabalho informativo e jornalístico, sem que se fosse perdido caráter autoral.
Nos documentários de criação a subjetividade é confessa, não havendo necessidade de tentar transparecer ao público que a mensagem transmitida seja uma verdade universal, porém, tal caráter não permite que os "olhos do autor" deturpem a realidade exibida, nem comprometam o caráter informativo. Além disso, a estética e a estrutura são dadas como prioridades e não submetidas a um padrão restrito como nas reportagens televisivas tradicionais, como acontece na “reportagem de atualidade”, utilizada com grande frequência nos  noticiários de televisão. 
Perante tais características existentes no formato documentário de criação, este é caracterizado por:  
(...) uma mensagem real elaborada segundo uma visão única, original, pessoal sobre a realidade. Trata-se de uma obra de autor. Para este tipo de realização, a escolha da premissa e a elaboração da mensagem real são definidas, estruturadas por um pensamento e uma estética particulares (JESPERS, 1998, p. 175).
No Brasil, podem ser citados como exemplos desta vertente do jornalismo que se mistura ao cinema, os documentários: “Ônibus 174”, de José Padilha, “Cabra marcado para morrer”, de Eduardo Coutinho e “33”, de Kiko Goifman. Tais obras podem ser assim denominadas porque há um flerte entre o jornalístico e o autoral, que miscigenados produzem um produto híbrido que caminha rente à linha que separa o cinema da televisão, da mesma forma, passando pela fronteira entre o informativo e o subjetivo.
Utilizando o documentário “Ônibus 174” como exemplo, é possível explicitar algumas características do documentário de criação. A obra de José Padilha, lançada em 2002, conta a história do sequestro do ônibus 174, na cidade do Rio de Janeiro, ocorrida em junho de 2000. Mas diferentemente das reportagens que fizeram a cobertura factual do evento, o documentário narra duas histórias paralelas, o sequestro do ônibus e a trajetória de vida de Sandro Nascimento, o jovem que sequestrou o ônibus. Tal estrutura narrativa foge ao padrão da reportagem jornalística tradicional e se torna um dos pontos que enquadram a obra na vertente documentário de criação, pois é uma abordagem autoral, que busca não apenas exibir os acontecimentos da notícia, mas também atentar para o contexto social que envolve o fato, além de discorrer sobre as problemáticas sociais correlatas ao sequestro do ônibus. Para o jornalista Leonardo Coelho Rocha (2006, p.6) estas duas narrativas paralelas constroem um diálogo que as transcende em sua individualidade e aponta as causas da problemática da violência urbana nos países em desenvolvimento.
Em busca de fornecer maior profundidade ao que se objetiva tratar, Padilha mescla depoimentos de pessoas envolvidas no caso do ônibus 174 com falas de personagens ligados à pessoa de Sandro Nascimento. Esta opção do autor, dá grande densidade ao documentário e abre espaço para que haja uma pluralidade maior de vozes dentro do tema, que faça com que a obra de Padilha seja diferenciada das reportagens factuais sobre a maneira: 
A abrangência dos argumentos, depoimentos e informações presentes no documentário provoca uma outra interpretação acerca do episódio, menos imediatista e superficial do que a apresentada pelos veículos de comunicação à época (ROCHA, 2006, p. 6).
Essas particularidades estruturais e narrativas presentes no documentário “Ônibus 174”, as quais o enquadram numa obra de documentário de criação, assim como nas outras obras assim denominadas, mostra o diálogo entre a televisão e o cinema, principalmente quando estes estão a fazer jornalismo.